# Wstyd. Suplement 2016
Wstyd. Suplement 2016 – maxisingel polskiego zespołu muzycznego Kult to kontynuacja i jednocześnie uzupełnienie albumu „Wstyd”. Wydawnictwo ukazało się 2 grudnia 2016 roku nakładem wytwórni muzycznej S.P. Records.
Singel dotarł do 16. miejsca polskiej listy przebojów – OLiS.

## Lista utworów
Opracowano na podstawie materiału źródłowego.
| Nr | Tytuł utworu                        | Słowa                | Muzyka                | Długość |
| -- | ----------------------------------- | -------------------- | --------------------- | ------- |
| 1. | „Modlitwa o wschodzie słońca”       | Natan Tenenbaum      | Przemysław Gintrowski | 3:41    |
| 2. | „Leave the kids alone”              | Booze & Glory        | Marek Rusek           | 3:24    |
| 3. | „Na dworze twego rodzaju”           | Kazimierz Staszewski | Janusz Zdunek         | 3:29    |
| 4. | „Jeśli nie masz nic do powiedzenia” | Kazimierz Staszewski | Wojciech Jabłoński    | 2:55    |
| 5. | „Ten kto patrzy w chmury”           | Kazimierz Staszewski | Piotr Morawiec        | 2:42    |
| 6. | „Polityk muzykiem”                  | Kazimierz Staszewski | Jarosław Ważny        | 3:34    |
| 7. | „Z podniesionym czołem”             | Kazimierz Staszewski | Janusz Zdunek         | 3:28    |
| 8. | „Tylko tego mi daj”                 | Kazimierz Staszewski | Wojciech Jabłoński    | 3:14    |
|    |                                     |                      |                       | 26:27   |

## Twórcy
Opracowano na podstawie materiału źródłowego.
| Zespół Kult w składzie - Ireneusz Wereński – gitara basowa - Tomasz Goehs – perkusja - Piotr Morawiec – gitara - Wojciech Jabłoński – gitara, produkcja, realizacja nagrań, - Janusz Grudziński – instrumenty klawiszowe - Tomasz Glazik – saksofon - Jarosław Ważny – puzon - Janusz Zdunek – trąbka - Kazik Staszewski – śpiew |  | Inni - Mentalporn – oprawa graficzna - Arek Szymański – zdjęcia - Kajetan Aroń – realizacja nagrań, edycja cyfrowa, miksowanie, mastering |